# Durovernum Cantiacorum
Durovernum Cantiacorum fu una città fortificata (oppidum) della Britannia romana.
Oggi è nota come Canterbury, situata nella contea inglese del Kent.
Essa occupava una posizione strategica sulla Watling Street, al punto di incontro delle strade che provenivano dal resto dell'Impero Romano, attraverso i porti di Dubris (Dover), Rutupiae (Richborough), Regulbium (Reculver) e Portus Lemanis (Lympne).
A Canterbury, sono stati ritrovati evidenti resti archeologici dell'attività romana. Molti di essi sono visibili nel Museo Romano costruito sui ruderi di una abitazione cittadina di età romana.

## Storia

### Origini

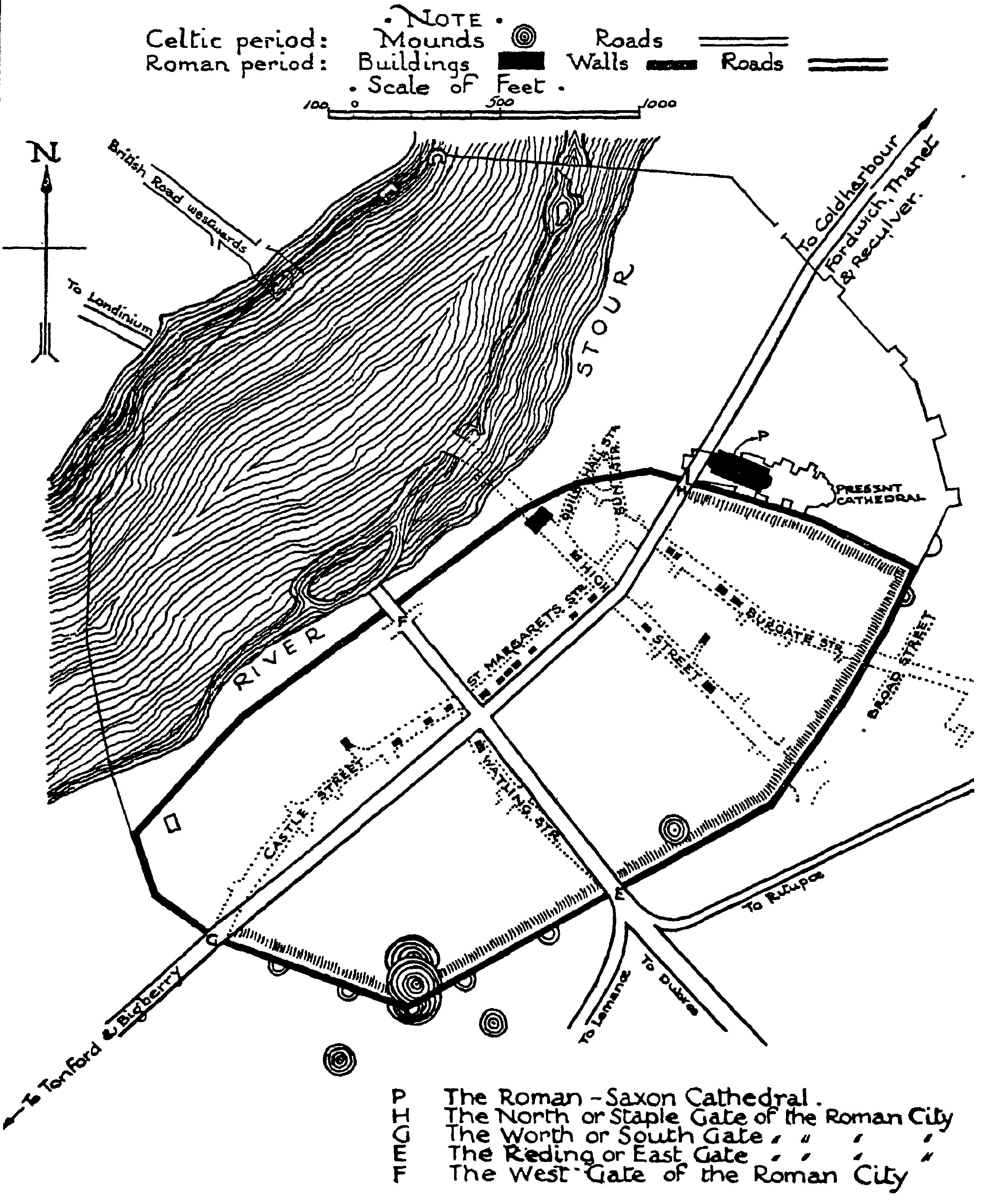
Mappa di Durovernum

Durovernum è la forma latina del britannico Durovernon, nome riferito all'oppidum dell'Età del Ferro che già insisteva sul sito e nel quale sorgeva, al centro, una fattoria cinta da un triplice fossato.
Non molto tempo dopo la conquista romana della Britannia, nel 43 d.C., fu lì fondato un forte per sorvegliare il miglior punto di attraversamento del fiume Stour.
L'occupazione militare si prolungò almeno fino al 60 d.C..

### Sviluppo
Non vi sono tracce di un grande sviluppo di Durovernum fino all'avvento dell'età flavia (69-96 d.C.), dopo la demilitarizzazione. Essa divenne la civitas capitale delle tribù dei Cantiaci (Cantii).
Al suo centro, fu presto fondato un vasto complesso religioso e amministrativo; esso consisteva di forum e basilica, del recinto del tempio e del teatro. Il teatro, costruito inizialmente attorno all'80 d.C., fu completamente ricostruito al principio del III secolo.
Probabilmente in esso si svolgevano celebrazioni religiose e si tenevano rappresentazioni teatrali.
Le thermae si trovavano poco più a nord-est.
Sono stati identificati anche altri siti relativi a templi e/o chiese.
La città fu cinta di mura verso la fine del III secolo; le mura erano dotate di porte a singolo
fornice.
Gli edifici privati all'interno delle mura erano inizialmente realizzati in legno, ma in seguito furono sostituiti da edifici di pietra e alcuni furono dotati di pavimenti musivi.
Una rete estesa di tubazioni di legno serviva la città.
Fra le attività industriali, vi erano la produzione di mattoni, piastrelle e ceramica e la lavorazione del bronzo.
Vi erano parecchie attività commerciali, in particolare un panificio in cui c'era una macina trainata da un asino.
Le necropoli esterne alla città sono rimaste in uso anche con l'arrivo del Cristianesimo e sembra che la chiesa di San Martino sia stata costruita attorno a un antico mausoleo romano.

### Declino
A causa dei suoi legami con la Gallia, sembra che Durovernum sia sopravvissuta in buone condizioni fino all'abbandono della Britannia da parte dell'amministrazione romana attorno al 410 d.C.; comunque, dopo questo evento, il suo declino fu rapido.
Per difendere la città furono ingaggiati dei mercenari, che però si rivoltarono e, al tempo della Battaglia di Aylesford della metà del V secolo d.C., l'area fu conquistata dagli Anglo-Sassoni.

## Archeologia
Il Museo Romano di Canterbury ospita manufatti romani provenienti dalla città, oltre a un'abitazione romana in situ corredata da mosaici.

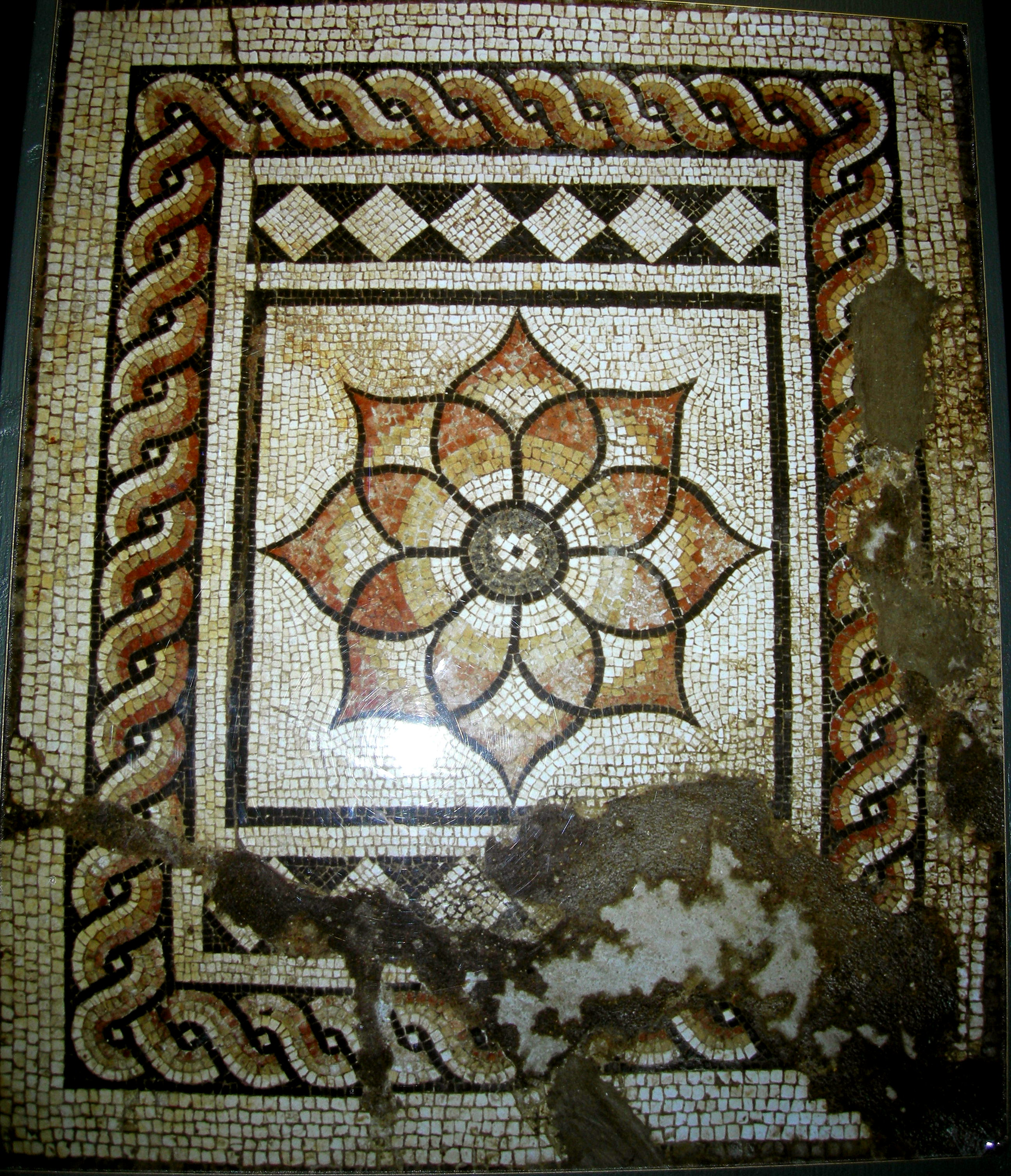
Pannello di mosaico da Durovernum, ora conservato nel Museo Romano.
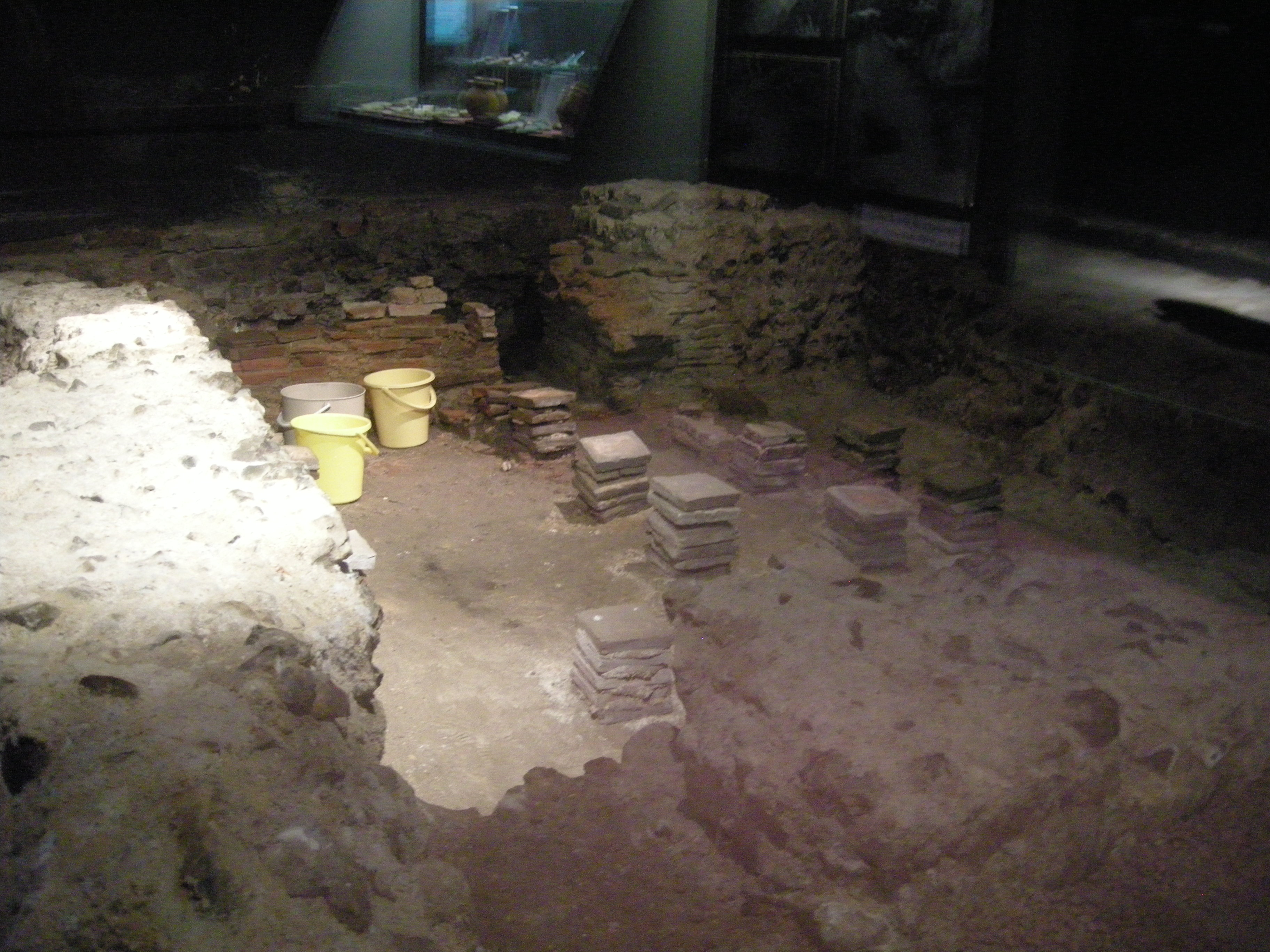
Ipocausto dell'edificio cittadino scoperto in Butchery Lane.
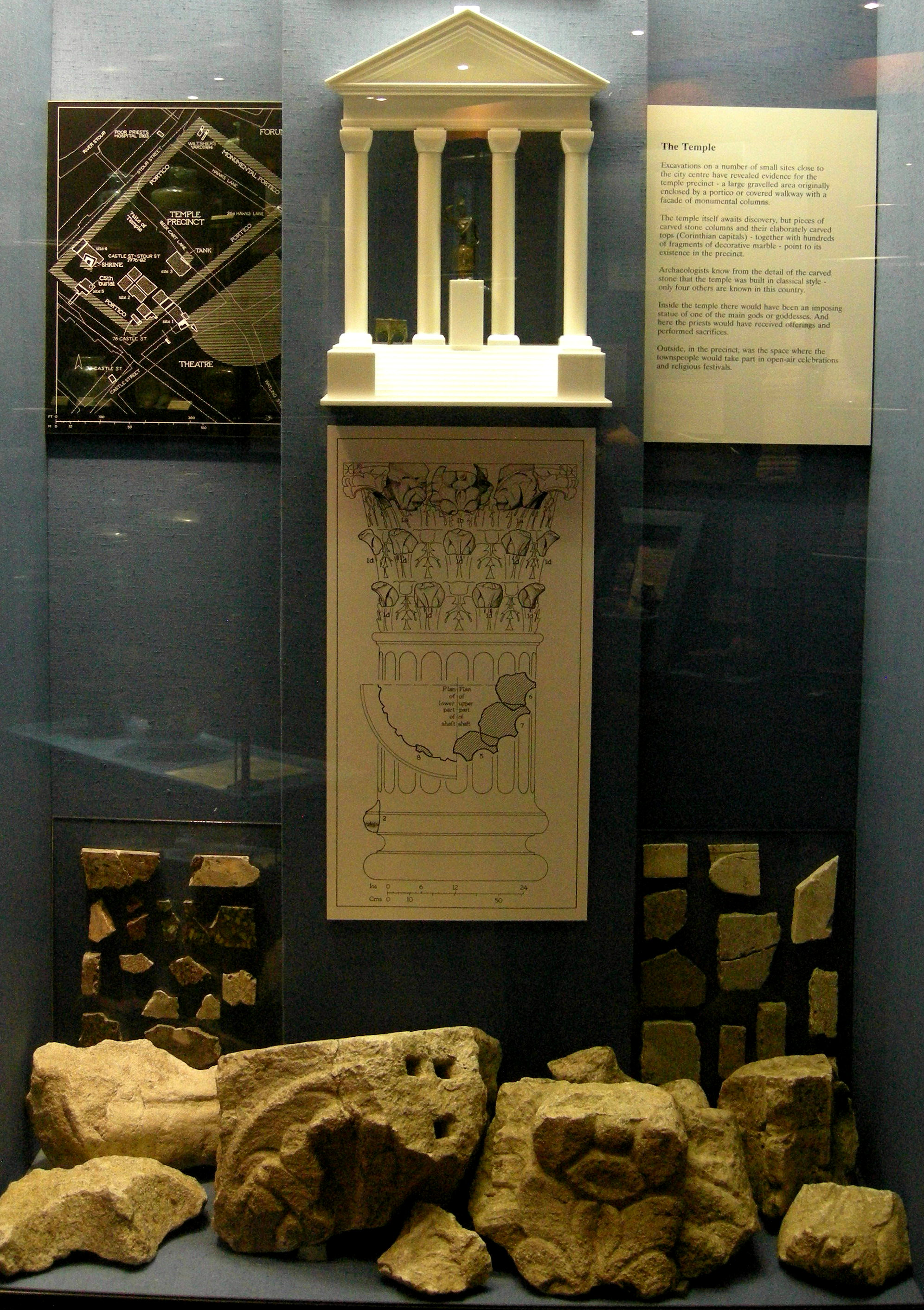
Reperti del tempio del sito archeologico in Long Market